# Jardins de l'Avenue-Foch
Les jardins de l'Avenue-Foch sont un espace vert du 16e arrondissement de Paris, dans les quartiers de Chaillot et de la Porte-Dauphine.

## Situation et accès

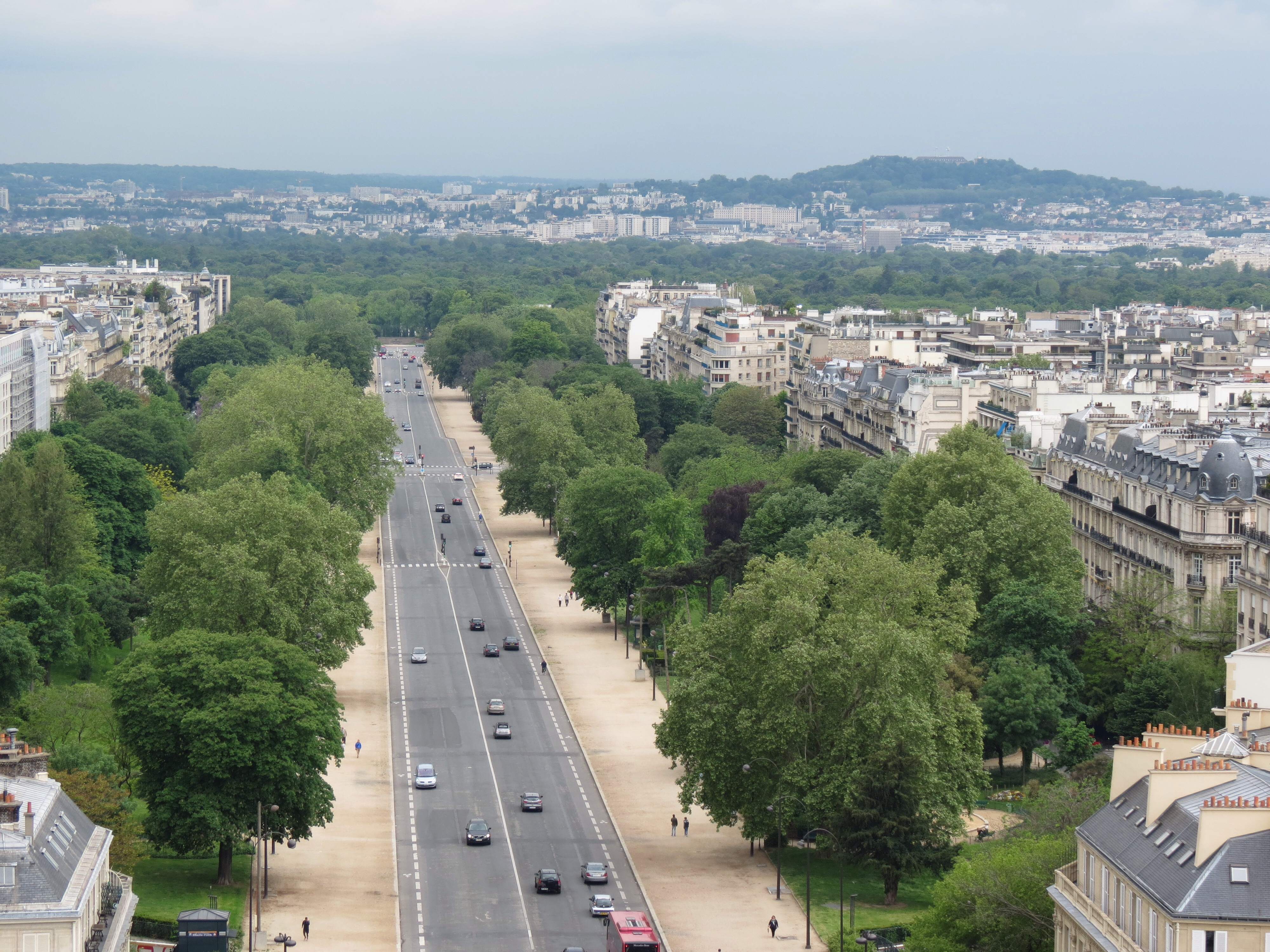
Les jardins sont deux espaces séparés, de part et d'autre de la voie centrale de l'avenue.

Les jardins sont accessibles par l'avenue Foch. Ils sont situés de part et d'autre de la large voie centrale de l'avenue et séparés des bâtiments qui les bordent par une contre-allée de chacun des deux côtés de l’avenue.
Ils sont desservis par la ligne 2 aux stations Porte Dauphine et Victor Hugo, par les lignes 1, 2 et 6 à la station Charles de Gaulle - Étoile, par la ligne C du RER, à la gare de l'avenue Foch et par la ligne A du RER, à la gare de Charles-de-Gaulle - Étoile.

## Origine du nom
Ils tiennent leur nom en raison de la proximité de l'avenue Foch dénommée en l'honneur de Ferdinand Foch (1851-1929), maréchal de France, le généralissime de la Grande Guerre.

## Historique
Les jardins sont créés en 1854 par Adolphe Alphand (1817-1891) sous l'impulsion de Napoléon III. Ils sont réalisés en même temps que l'avenue. Celle-ci porte successivement les noms d'avenue de l'Impératrice, du général Ulrich, du Bois-de-Boulogne puis, depuis 1929, d'avenue Foch. Elle est représentative de l'ambitieuse politique urbanistique du Second Empire, qui conduit à multiplier les espaces verts dans la capitale. Rapidement prisée par le Tout-Paris, elle est lotie à ses abords par de somptueux hôtels particuliers.
Environ quatre mille arbres y sont plantés, originaires de France, d'Allemagne, de Belgique et d'Algérie. De nos jours, on en compte six cents, dont certains sont centenaires, comme un marronnier d'Inde (planté en 1852), un orme de Sibérie (le plus gros de Paris, avec 4,15 mètres de circonférence), un catalpa et deux platanes (plantés en 1852 et en 1853). Au niveau du no 36 est installée une aire ludique en grumes.
Entre les nos 17 et 22, au niveau de la rue Chalgrin, se trouve un monument en hommage à Adolphe Alphand (1899), réalisé par le sculpteur Jules Dalou et l'architecte Jean-Camille Formigé.
Plusieurs sections de la pelouse rendent hommage à des personnalités :
- entre les nos 84 et 92 : le résistant Pierre Brossolette, mort non loin. Depuis 2024, cette pelouse comprend une allée Samuel-Pisar, du nom de l'un des plus jeunes survivants de la Shoah, devenu avocat international et conseiller du président Kennedy[2] ;
- entre les nos 49 et 61 : l'actrice Ingrid Bergman ;
- entre les nos 46 et 50 : la journaliste Isabelle Eberhardt ;
- entre les nos 61 et 71 : la femme de lettres Nina Berberova,
- entre les nos 70 et 82 : l'actrice Marie-France Pisier ;
- entre les nos 73 et 77 : l'actrice Jean Seberg.

Non clôturés, les jardins sont ouverts 24 heures sur 24. Ils disposent d'un point d'eau potable, d'une table de pique-nique et de deux aires de jeux pour les enfants.

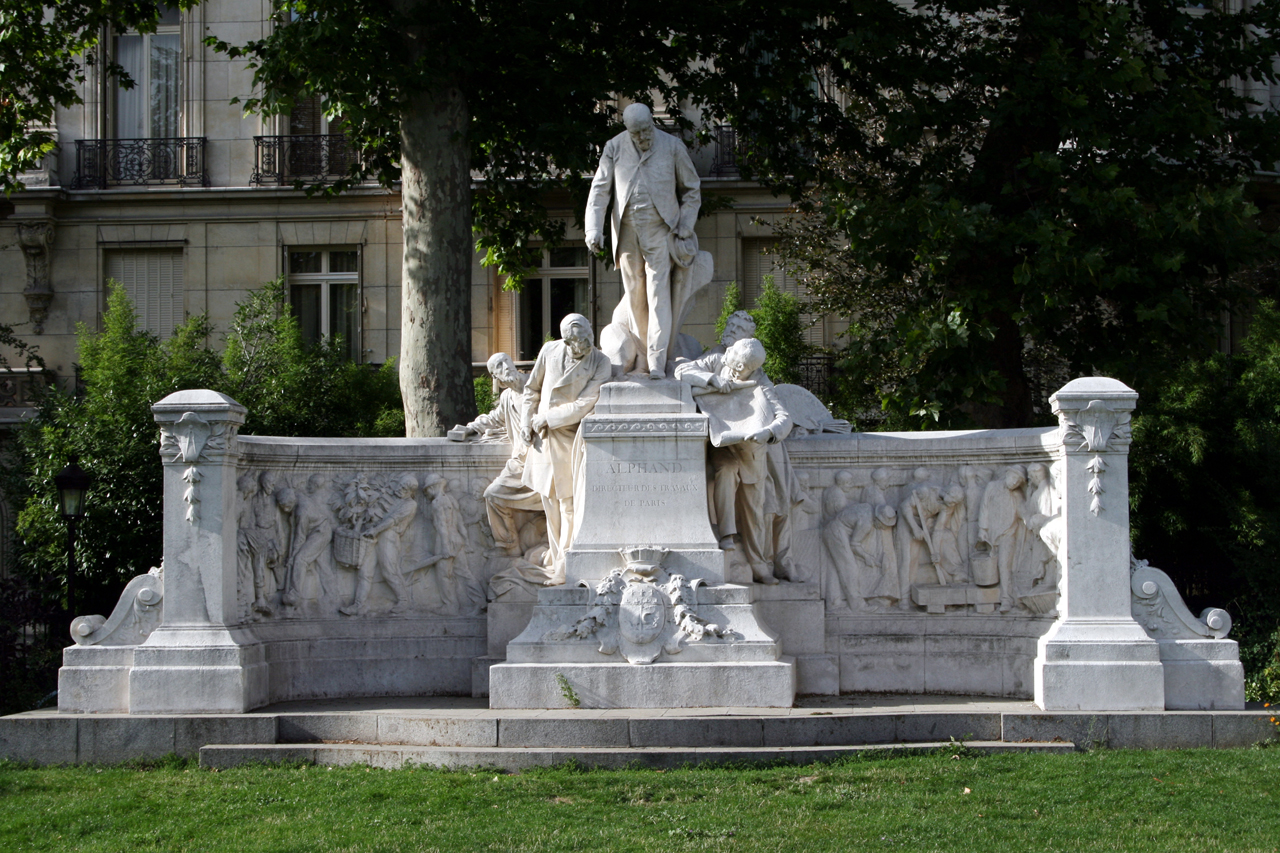
Monument à Alphand.
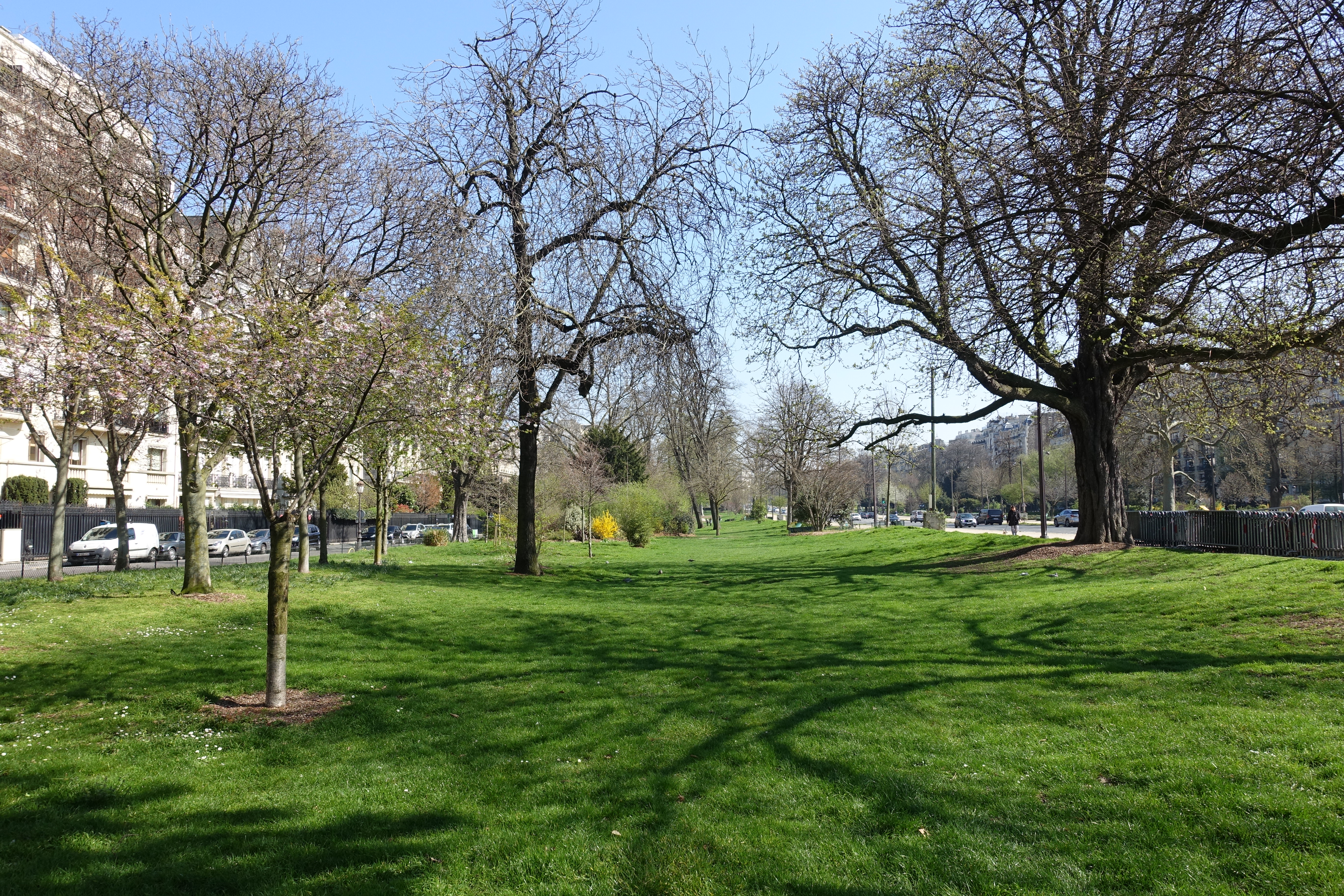
Pelouse.
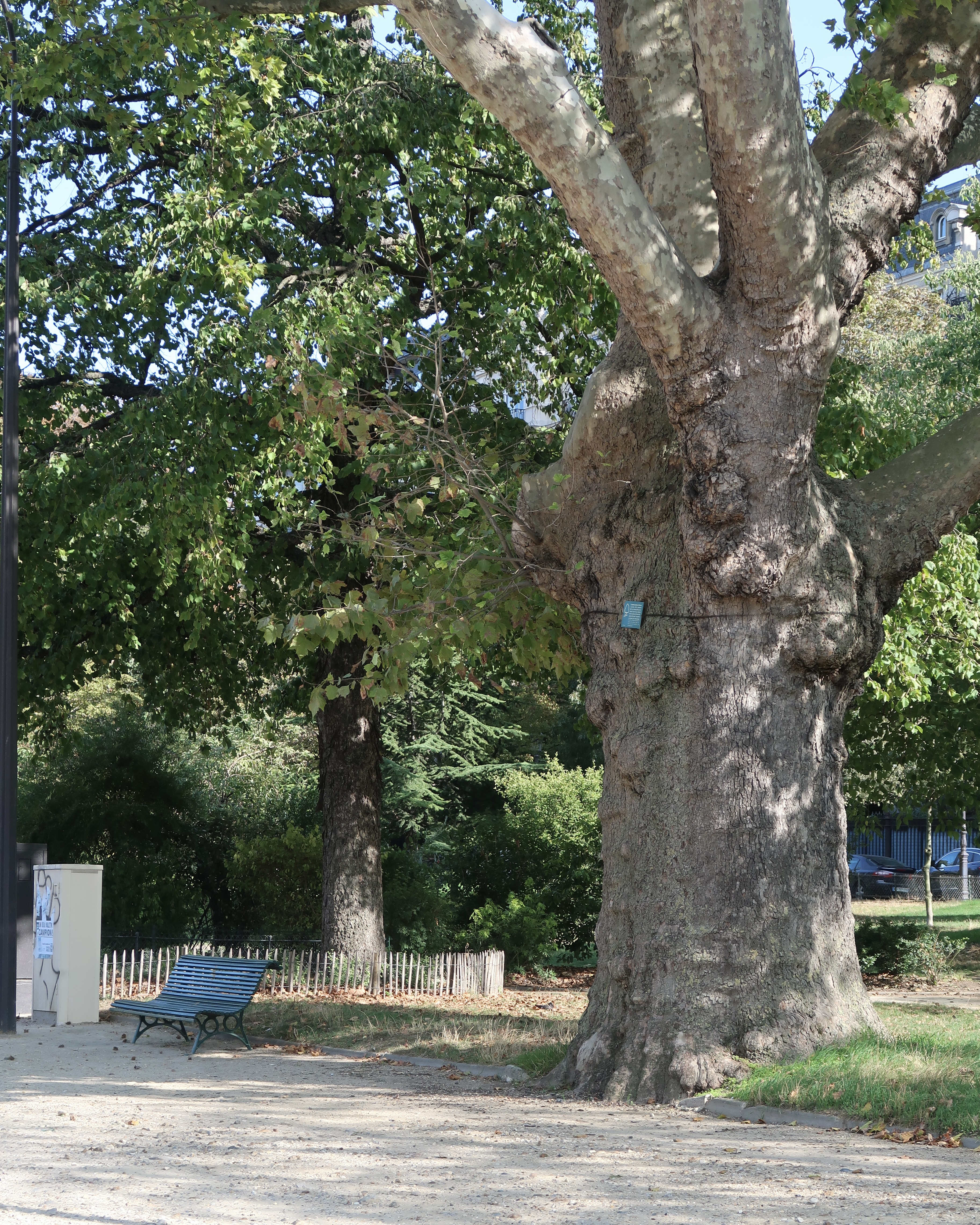
Platane planté en 1852.
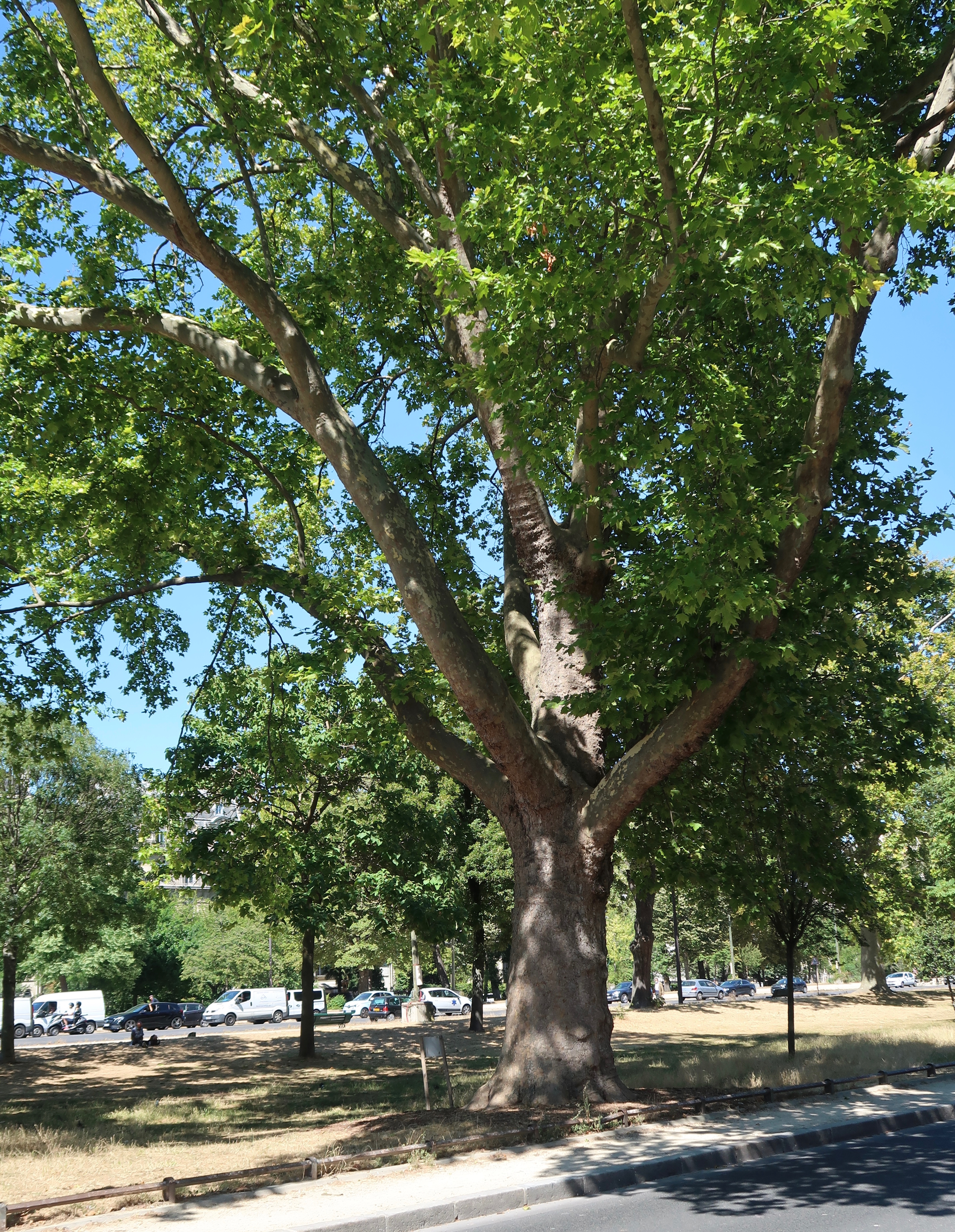
Platane planté en 1853.
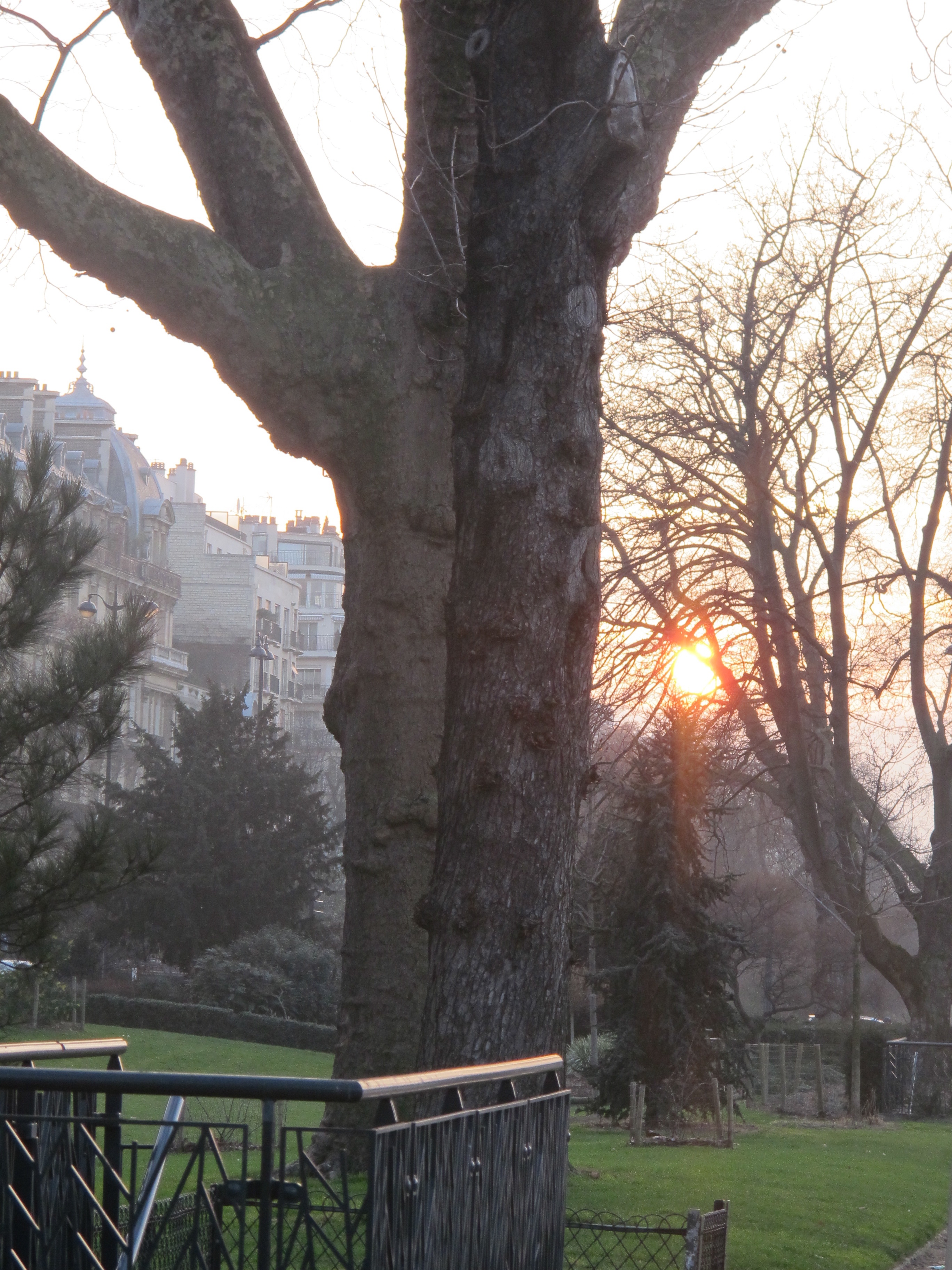
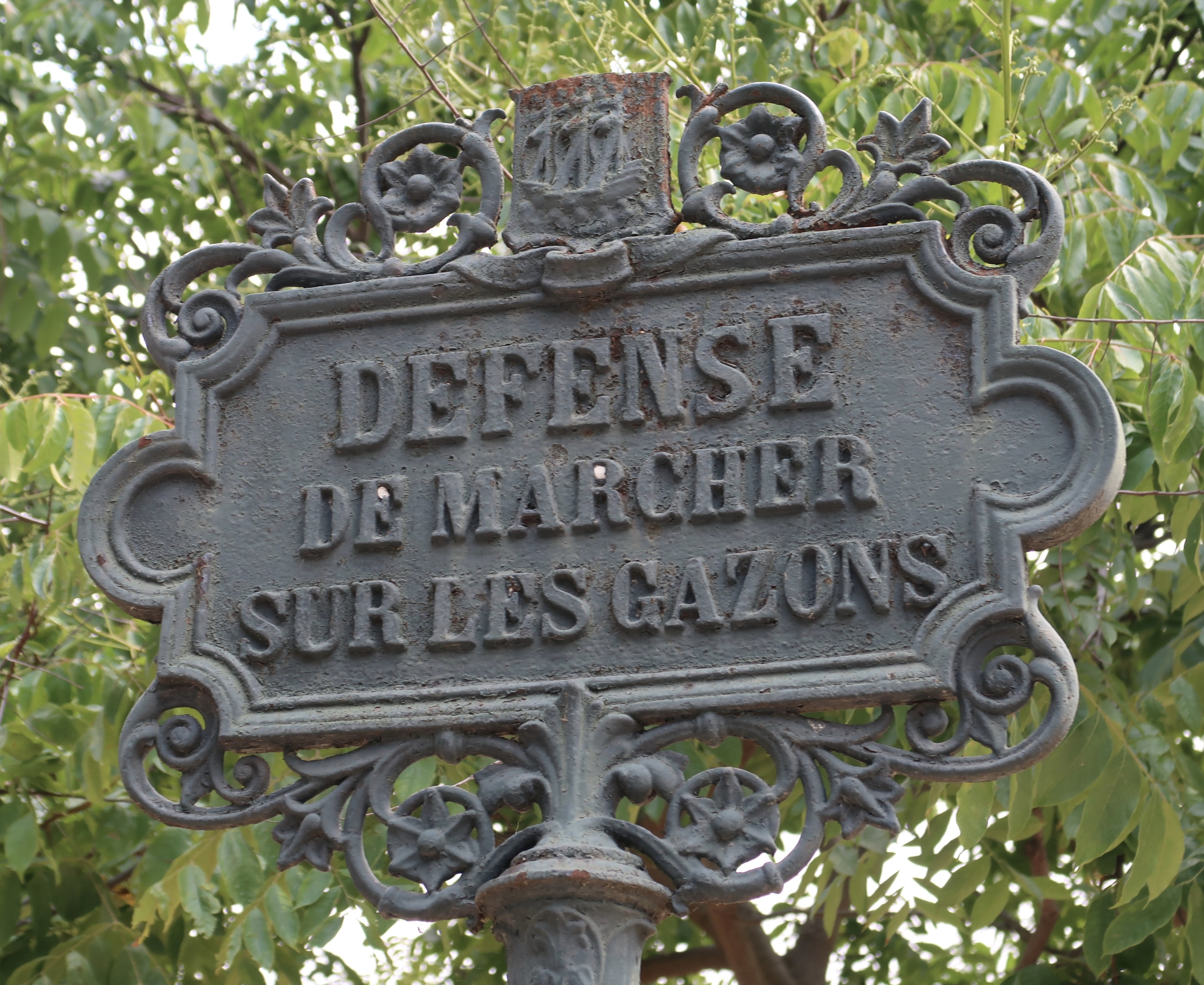
Panneau ancien « Défense de marcher sur les gazons ».
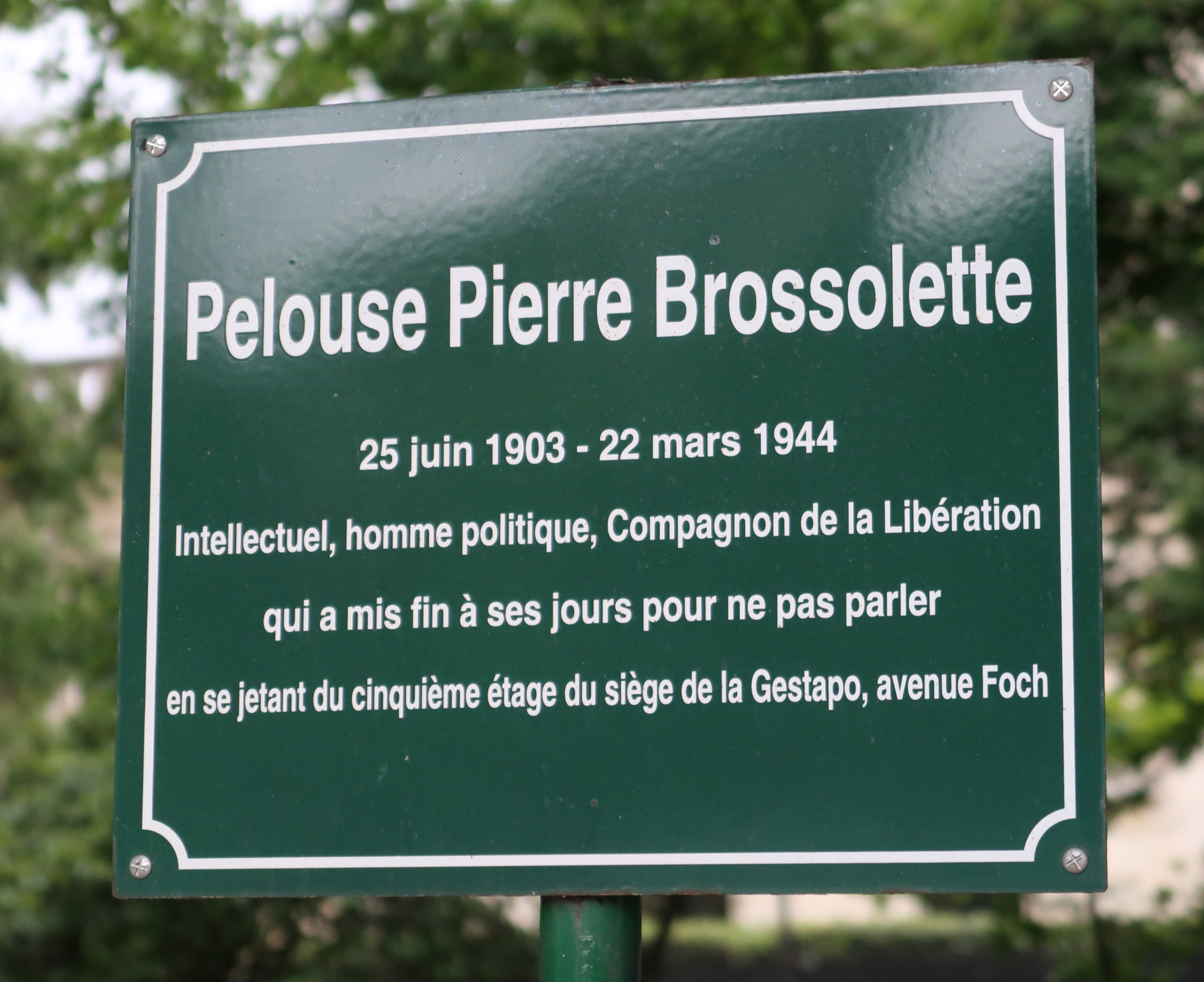
Plaque de la pelouse Pierre-Brossolette.